# Защита Лужина (фильм)
«Защи́та Лу́жина» (англ. The Luzhin Defence) — художественный фильм 2000 года нидерландского режиссёра Марлен Горрис по мотивам одноимённого романа Владимира Набокова.
Актриса Эмили Уотсон за работу в фильме получила номинации на премии британского независимого кино и круга кинокритиков Лондона.

## Сюжет
Действие происходит примерно в 1920-е годы. Гроссмейстер Александр Лужин приезжает в итальянский городок на международный турнир по шахматам. Он знакомится с русской аристократкой Натальей Катковой и влюбляется в неё. Мать Натальи и её знакомые отговаривают её от близкого знакомства с мнительным и чудаковатым гроссмейстером. Начало турнира складывается неудачно для Лужина. Александр видит, что в зале находится его бывший наставник Валентинов, и начинает нервничать. Затем ему удаётся собраться и выиграть оставшиеся партии в подгруппе. Он выходит в финал, на встречу с гроссмейстером Турати. События перемежаются воспоминаниями Лужина о детстве, о том, как он научился играть в шахматы.
В финале против Турати Лужин просрочил время, но успел отложить партию. Покинув стол, Лужин пытается скрыться от преследования Валентинова. Лужин оказывается один, где-то в сельской местности, с совершенно расстроенным рассудком, где его находят случайные прохожие. Он постоянно повторяет про себя, что должен найти свою защиту от атак Турати. Лужина помещают в психиатрическую клинику. Устроители турнира посещают пациента, пытаясь договориться об окончании партии — регламент турнира не оговаривает ситуацию болезни одного из участников.
Доктора сообщают гроссмейстеру, что играть ему больше нельзя. Александр и Наталья ещё более сближаются и договариваются о свадьбе. Утром, когда должна была состояться свадебная церемония, Валентинов увозит Лужина в автомобиле, умоляя его завершить партию. Лужин выпрыгивает из машины и возвращается в отель. Он запирается в своём номере. Лужин безуспешно пытается найти потерявшуюся ещё в детстве стеклянную шахматную фигурку. Так и не найдя её, он выбрасывается из окна, покончив жизнь самоубийством.
В концовке фильма Наталья Каткова заканчивает партию с Турати по записям Лужина, точно предсказавшего ходы своего оппонента. Турати поздравляет Наталью с победой и шахматным шедевром.

## В ролях
| Актёр              | Роль              |
| ------------------ | ----------------- |
| Джон Туртурро      | Александр Лужин   |
| Эмили Уотсон       | Наталья Каткова   |
| Джеральдина Джеймс | мать Натальи      |
| Стюарт Уилсон      | Леонид Валентинов |
| Фабио Сартор       | Сальваторе Турати |
| Орла Брейди        | тётя Анна         |

## Интересные факты
- Мелодраматическая финальная сцена фильма, где невеста Лужина Наталья выигрывает партию, пользуясь записями гроссмейстера, отсутствует в книге Набокова.
- В романе Валентинов никаких козней Лужину не строил.
- В романе Лужин успешно женится. Эротические сцены отсутствуют.
- В романе ни разу не упоминается имя Валентинова, всегда только фамилия, имя Леонид — выдумка авторов фильма. То же самое относится и к Турати, и к Наталье Катковой (в романе вообще ни разу не упоминается не только её имя, но и фамилия).
- Имя и отчество Лужина читатель произведения узнаёт в самом конце книги.
- В фильме можно заметить несколько шахматных ошибок.